# 勝者の呪い
勝者の呪い(しょうしゃののろい、英語:Winner's curse)は、オークションで発生する可能性のある現象で、出品物の市場価値より落札額が高くなる現象のこと。この市場価値と落札額との差を縮める方法を含む理論が、2020年ノーベル経済学賞の対象になった(参照:#ノーベル賞)。
オークションでは、落札者は出品物の市場価値を過大評価した結果、過大に支払う傾向がある。そのため、落札者は純利益を得る可能性があるが、予想よりも悪化することが多い。

## 概要
一般的なオークションの方式では、オークションの勝者は、出品物に対し最高入札額を提示した入札者となり、最高入札額を払い出品物を手に入れる。
オークションでは、ほぼ全ての入札者にとって、出品物の価値は同じ価値であるが、出品物の市場価値は分からない。
そこで入札者は、入札前に出品物の価値を各自で見積もる。
当然、見積もりは各入札者で異なり、最も高い見積もりを行った入札者が落札する、つまり勝者となる。
平均入札額が正確であると仮定すると、最高額入札者(落札者)は出品物の市場価値を過大評価している。
したがって、オークションの勝者は過払いになりえる。
なお、ここでは、全入札者は出品物にある程度の知識のある人で、平均入札額が市場価値の額と同じであることを前提とし、心理的な影響などは考慮していない。

## 入札者の数の影響
勝者の呪いの影響は、入札者の数の増加に連動する。
これは、入札者が多いほど、オークションに出品された商品の価値を過大評価する可能性が高いためである。
言い換えれば、入札者が多ければ、勝者の呪いも強くなる。入札者の数が少ないほど、勝者の呪いも少ない。

### 例
ほとんどの競売には少なくともある程度の不確実性が存在するため、勝者の呪いは重要な現象である。
勝者の呪いという用語が最初にできた1950年代では、沖合油田の価値を推定する正確な方法はなかった。例えば、油田の実際の本源的価値が1,000万ドルである場合、石油会社はその価値を500万ドルから2,000万ドルの範囲であると推測はできる。油田を2000万ドルと誤って見積もり、その価格で入札した会社はオークションに勝つが、後でそれはそれほど価値がないことに気づく。
その他の例
オークション例とその不確実の見積もりについて
- 周波数オークション : 例えばニューヨーク市の携帯電話市場の価値
- 新規株式公開（IPO） : 会社の株式の市場価値
- オンライン広告でのクリック課金料 : 広告価値。検索エンジンユーザーからクリック単価を高くすると、広告主はより高いランキングを獲得できる。
- プロスポーツのフリーエージェント : 選手の勝利貢献度の価値

## 入札者の対策

### 精通した入札者の手法
精通した入札者は、入札シェーディング、または販売アイテムの価値の事前見積もりを下回る入札を行うことで勝者の呪いを回避するが、アイテムの価値についての事後の信念と同じである。
競売。重要な点は、オークションに勝つことは、勝者にとってのアイテムの価値についての悪いニュースであるということである。
それは彼または彼女が最も楽観的であったことを意味し、入札者が平均して彼らの見積もりが正しければ、それは多額の支払いがあったことを意味する。
したがって、精通した入札者は、この影響を考慮して、事前の見積もりを下方修正する。
また、入札者数が多いと影響が強くなることから、入札者数も考慮に入れていると考えられる。

### 過払いの発生について
実際の過払いは通常、入札時に勝者が勝者の呪いを説明しなかった場合にのみ発生する（収益等価定理によれば、結果は発生する必要はない）。

## 開催者の対策
オークションの方式を変えることで対処する。「同時競り上げ式オークション」、「ヴィックリー・オークション」などの方式があり、研究されている。

## ノーベル賞
「同時競り上げ式オークション」の理論を含むオークション理論で、2020年にノーベル経済学賞を、ポール・ミルグロムとロバート・バトラー・ウィルソンの2人が受賞した。
この方式は、例えば、周波数オークションの場合、オークションを2つ以上に分割し、それぞれの入札を同時に行うが、落札決定のタイミングは同時にさせる方式のこと。このようにすることで、途中でオークション入札の乗り換えができて効率的になる

## 科学的説明

### 概要
論理的には、この結果は「条件付き期待値」を使用して説明する。
入札者がオークションに勝つことを前提として、オークションからの入札者の期待値（アイテムの期待値から期待価格を引いたもの）に関心がある。
入札者の真の見積もりでは、期待値は負であることがわかる。
これは、平均して落札者が過払いであることを意味する。

### 入札者数の影響について
技術的には、勝者の予想推定値はn次統計量の値であり、入札者の数が増えると増加する。

## 関連する用語
- オークション理論（英語版）
- ピュロスの勝利 - 「損害が大きく、得るものが少ない勝利」の慣用句
- 平均への回帰 - 統計学で集計回数を重ねると平均値に近づくという理論
- 競売
- 愛はごみ箱の中に - オークション会場で落札直後に切断されたバンクシーの絵 (価値の乱高下)
- バイヤーズリモース（英語版）
- プロテウス現象（英語版）
- 消耗戦（ゲーム理論）